# Rumala
 (septembre 2013).
Rumala, ou rumalla, est un terme utilisé dans le sikhisme pour désigner une pièce de tissu qui sert à couvrir, à protéger le Guru éternel exposé dans le gurdwara, le temple sikh: le Guru Granth Sahib, le Livre saint. Cette étoffe est en coton ou en soie, généralement ornée de motifs religieux. Elle couvre les Écritures en dessous et par-dessus lorsqu'elles ne sont pas lues. Un rumala peut être offert au temple par une famille très croyante lors d'une occasion particulière. Le rumala est une partie essentielle du takhat, le trône, l'autel où déposé le Guru Granth Sahib, comme le palki ou le chanani.